# د آدم خان
د آدم خان (به لاتین: De Adam Khan) یک منطقهٔ مسکونی در افغانستان است که در ولسوالی نهر سراج واقع شده‌است.